# Uragano (film 1931)
Uragano (Ураган) è un film del 1931 diretto da Vladimir Vajnštok.